# Interfaz pública
Una "'interfaz pública'  es el punto lógico en el que interactúan las entidades independientes de software. Las entidades pueden interactuar entre sí dentro de una sola computadora, a través de una red, o a través de una variedad de otras topologías. Es importante que las interfaces públicas sean estables y diseñadas para soportar cambios futuros, mejoras y depreciación para que la interacción continúe.

## Diseño

### Orientación
- Un proyecto debe proporcionar documentos adicionales que describan los planes y procedimientos que se pueden utilizar para evaluar el cumplimiento del proyecto.
- Proporcionar un documento de diseño de la arquitectura.
- Proporcionar un documento de normas de codificación.
- Proporcionar un documento de plan de liberación de software.
- Proporcionar un documento con un plan para la depreciación de interfaces obsoletas.
- Crear clases completamente aisladas.
- Aísle las interfaces públicas de las dependencias en tiempo de compilación.

### Buenas prácticas
- Presentar conjuntos completos y coherentes de conceptos para el usuario.
- Diseño de interfaces para ser escritas de forma estática.
- Minimizar las dependencias de la interfaz en otras interfaces.
- Interfaces Express en términos de tipos de nivel de aplicación.
- Usar aserciones solo para ayudar al desarrollo y la integración.

### Ejemplos
- 'Interfaz de C ++'

Utilizar clases de protocolo para definir interfaces públicas.
Las características de una clase de protocolo son:
* No contiene ni hereda de clases que contienen datos de miembros, funciones no virtuales o miembros privados (o protegidos) de cualquier tipo.
* Tiene un destructor virtual no-en línea definido con una implementación vacía.
* Todas las funciones miembro distintas del destructor, incluidas las funciones heredadas, se declaran virtuales puras y no se definen.
 'Beneficios' 
Los beneficios del uso de clases de protocolo incluyen:
* Aislamiento de aplicaciones desde el cliente externo.
* Los cambios de aislamiento que son internos a la interfaz.
* Aislamiento de los cambios en la interfaz pública de los cambios a la implementación de la interfaz.
* El aislamiento tiene costos, pero éstos tienden a ser superados por las ganancias en interoperabilidad y reutilización.
 'Costes' :
* Pasando por el puntero de implementación.
* Adición de un nivel de indirección por acceso.
* Adición del tamaño del puntero de implementación por objeto a los requisitos de memoria.
- Varias metodologías, tales como refactorización, apoyan la determinación de interfaces. La refactorización generalmente se aplica a toda la implementación del software, pero es especialmente útil para limpiar adecuadamente las interfaces.